# Daniel de Losques
Henri-Daniel-Casimir-Paul Thouroude dit Daniel de Losques  est un dessinateur et affichiste français né le 11 mars 1880 à Saint-Lô et tué en combat aérien au-dessus d’Harbouey le 9 août 1915.

## Biographie
Daniel Thouroude fit d’abord des études de droit à Caen avant de s’inscrire à l’Académie Julian. Il fit ses débuts au Figaro, puis travailla ensuite aussi pour L'Aurore, Fantasio, Je sais tout, Excelsior, Le Matin, Le Rire, Le Monde illustré, Paris illustré et Le Théâtre sur des sujets liés au théâtre.
En 1910, il fonda l’atelier Losques, une imprimerie produisant essentiellement des affiches.
Servant comme bombardier au cours de la Première Guerre mondiale, son avion, un Voisin de l'escadrille V-110, fut abattu le 9 août 1915 par un Aviatik allemand, causant sa mort ainsi que celle du pilote, le sous-lieutenant Lemoine.
Son corps ne fut inhumé au cimetière de sa ville natale que six années plus tard, le 23 juin 1921.

## Œuvre

### Publications
- Couloirs et Coulisses, recueil de dessins, préface de Francis de Croisset, 1906.
- Adrien Bernheim :  Trente ans de théâtre-  Paris : J. Rueff,1909

### Affiches

Logiz de la Lune rousse (vers 1904)
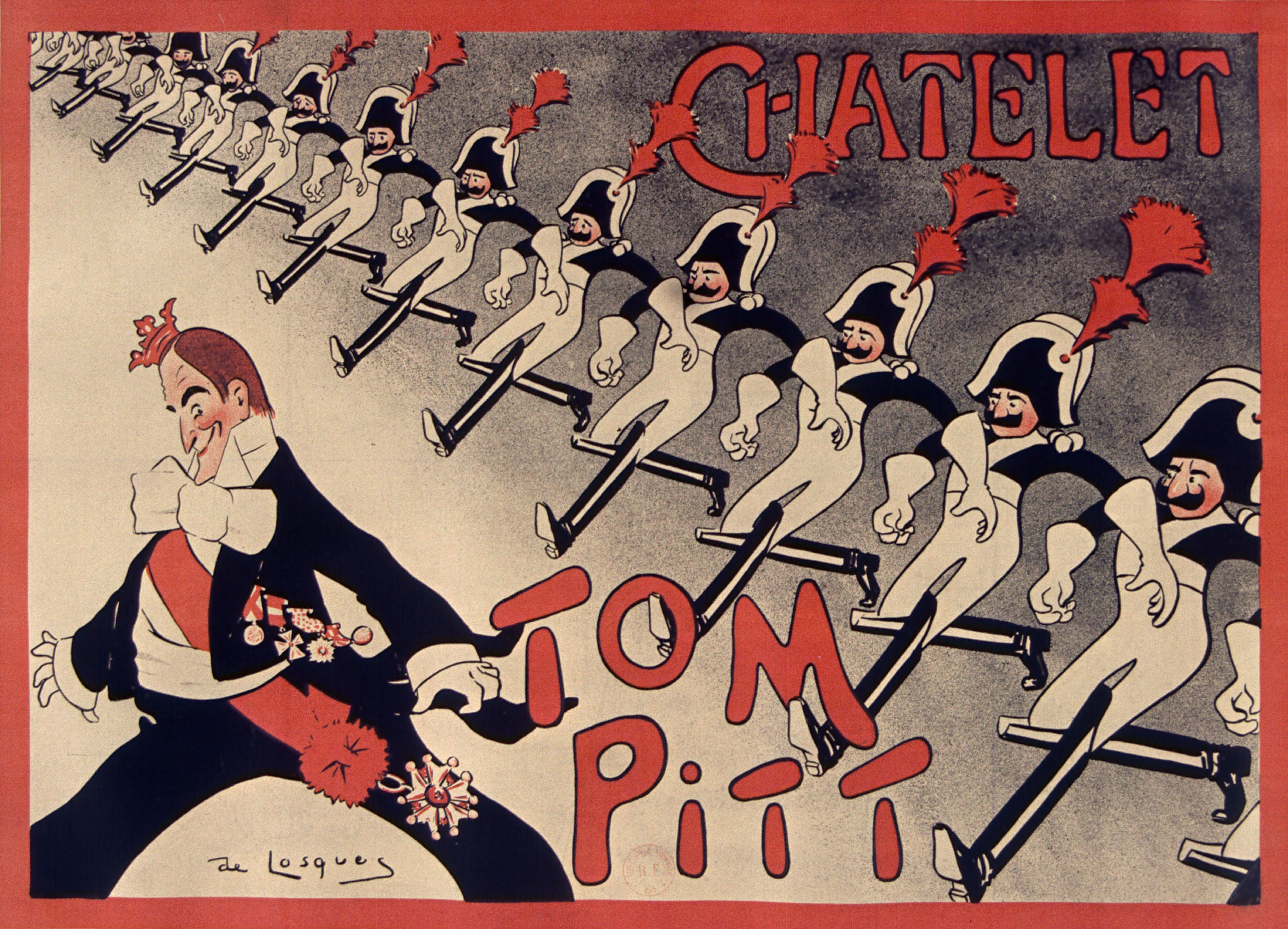
Tom Pitt (1905)
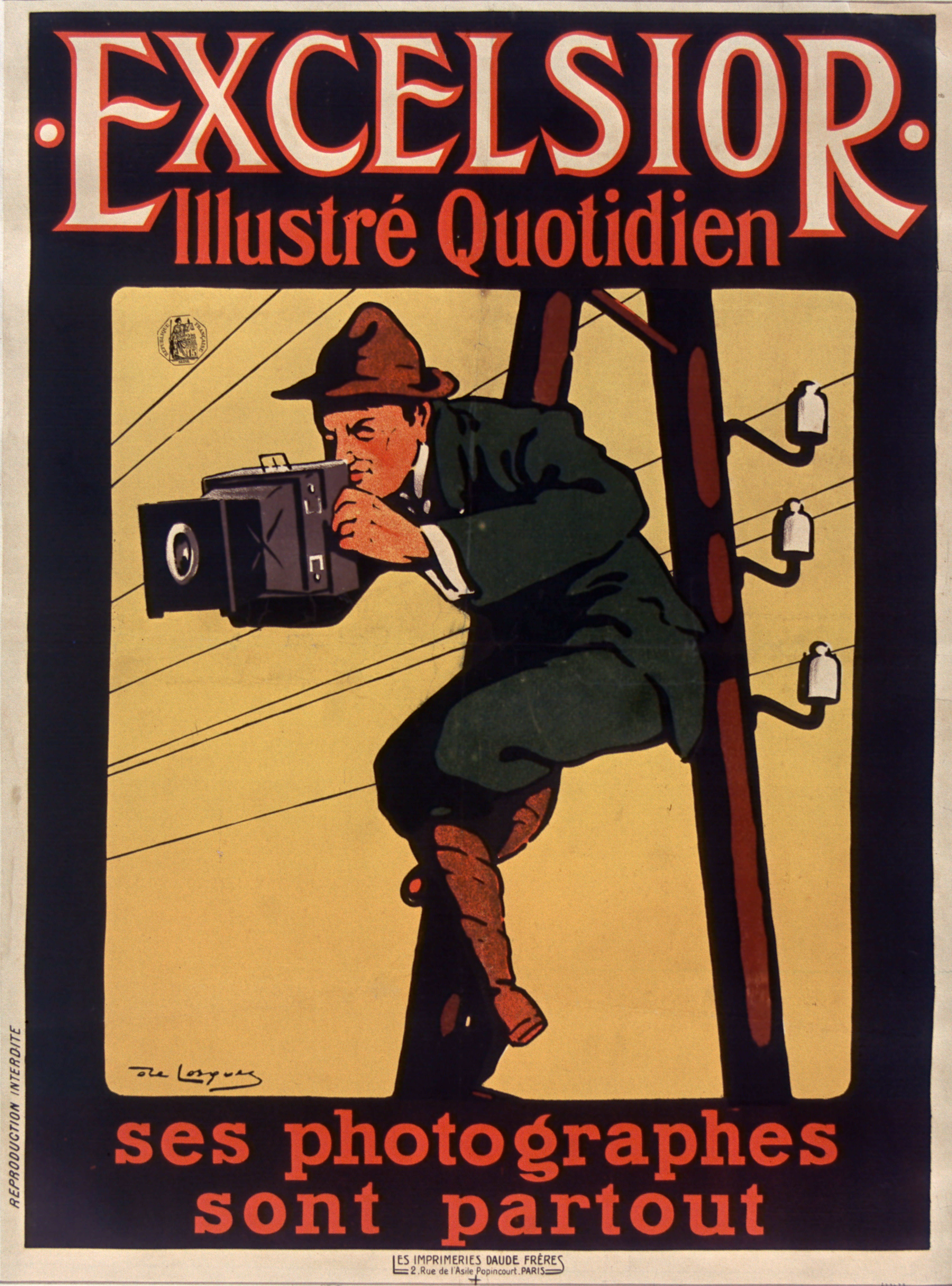
L'Excelsior (1910)
Mistinguett (1911)

### Caricatures de presse

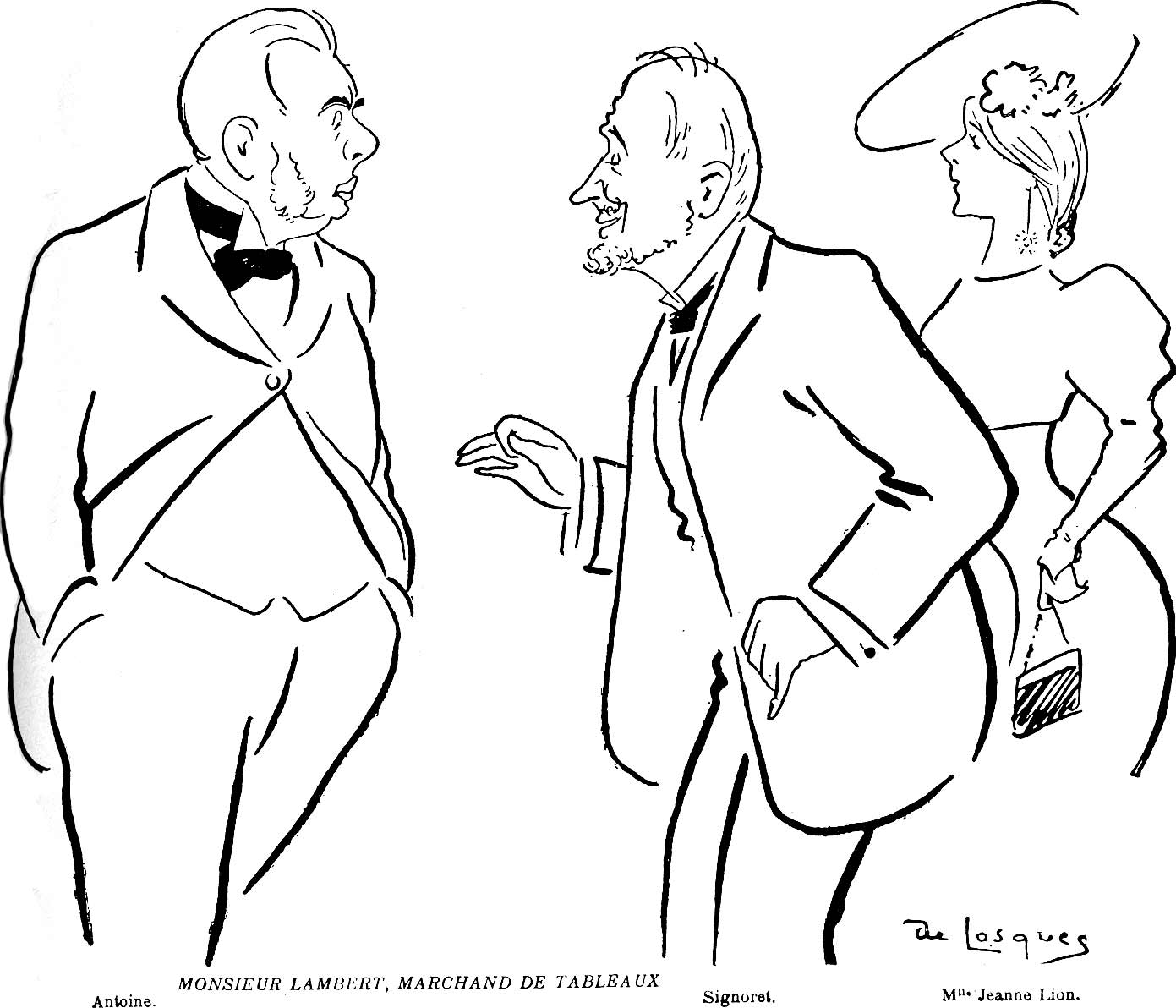
Caricature parue dans le Rire (1905).
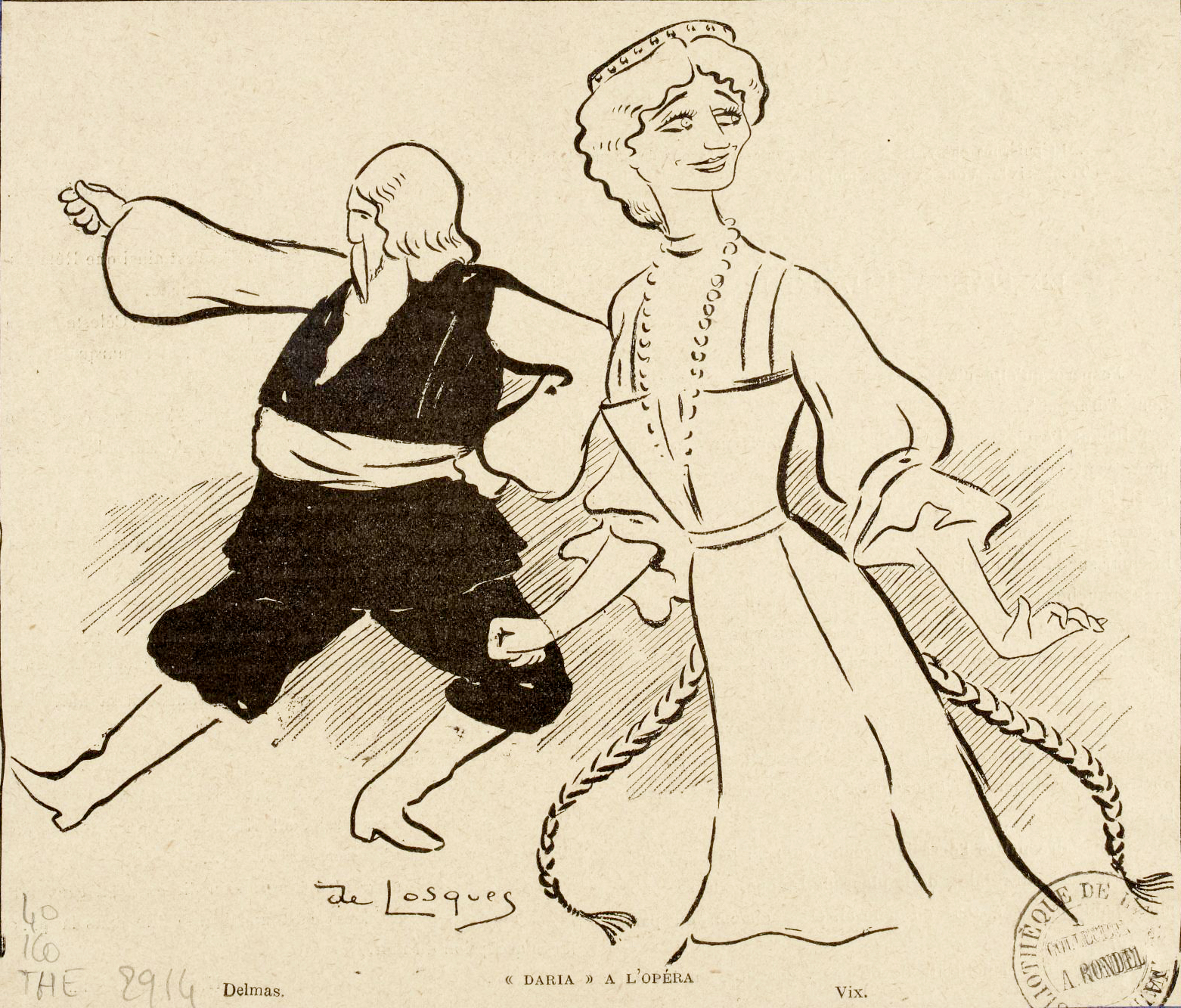
Daria, drame musical de Georges Marty (1905)
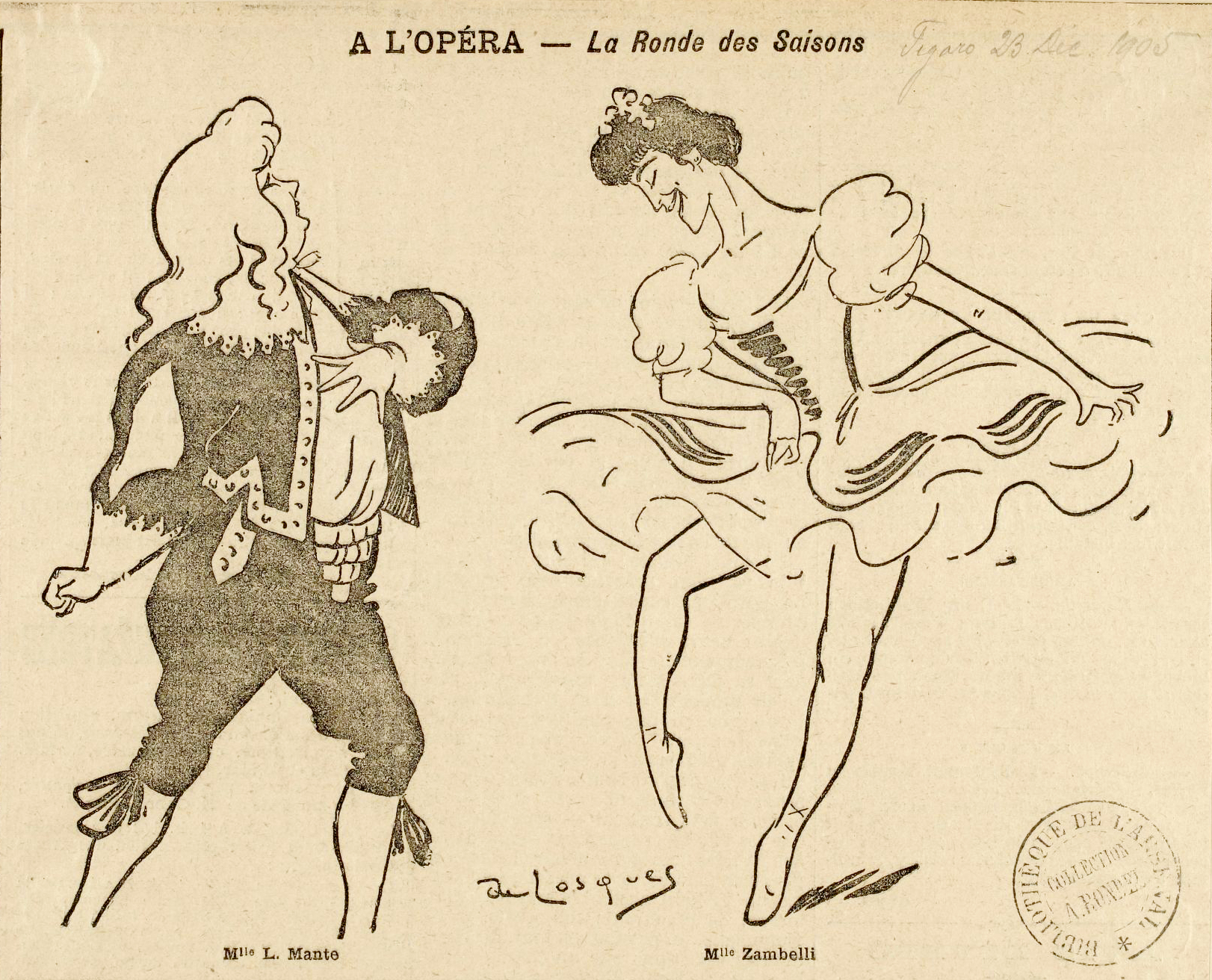
La Ronde des saisons, ballet de Joseph Hansen (1905)